# 1413
1413（千四百十三、せんよんひゃくじゅうさん）は自然数、また整数において、1412の次で1414の前の数である。

## 性質
- 1413は合成数であり、約数は1, 3, 9, 157, 471, 1413である。
  - 約数の和は2054。
- 311番目のハーシャッド数である。1つ前は1410、次は1416。
  - 9を基とする87番目のハーシャッド数である。1つ前は1404、次は1422。
- 2つの連続整数を降順に並べてできる14番目の数である。1つ前は1312、次は1514。(オンライン整数列大辞典の数列 A127423)

## その他 1413 に関連すること
- 西暦1413年
- KBCラジオ福岡本局の周波数は1413kHzである。